# 圖書館五律

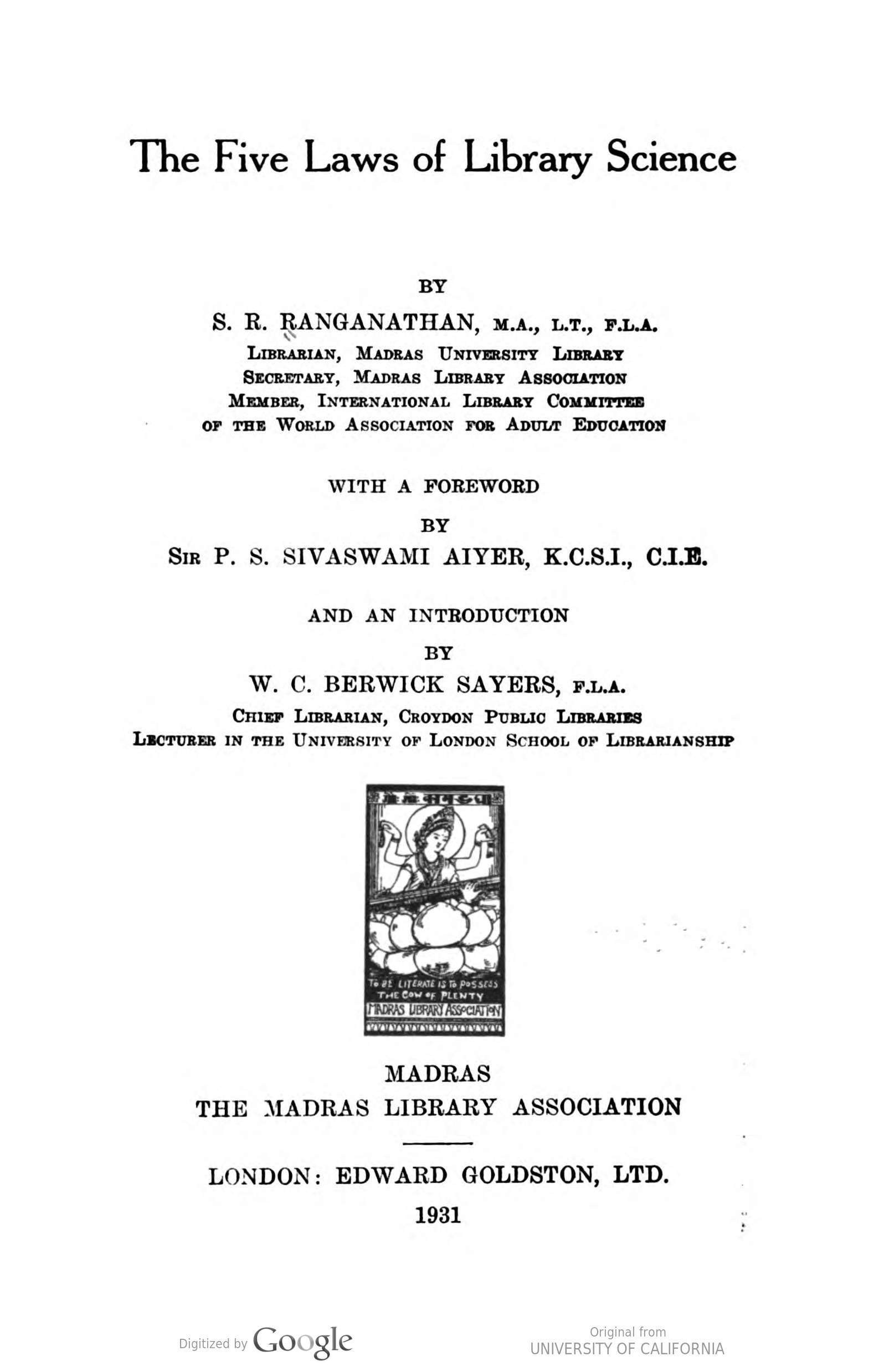
图书馆学五定律

圖書館五律（Five Laws of Library Science），是由印度學者阮甘納桑（S.R. Ranganathan），於1931年所首創，迄今已達70餘年的時間，仍受到圖書館界所引用，奉為圭臬，其內容為：
1. 書貴為用（Books are for use）：圖書館藏書，最大的目的不是豐富館藏資源，而是能真切符合讀者需要，供其利用。
2. 書為所有人所用（Books are for all）：書不分個人的社會背景，是為了提供利用，解決讀者的需求或困難。
3. 書總有讀者（Every book its reader）：每一本書不論內容為何，總有讀者需要。
4. 節省讀者的時間（Save the time of reader）：節省讀者搜尋時間，直接解決讀者的問題。
5. 圖書館是一成長中有機體（Library is a growing organism）：圖書館迎合著時代發展，與時俱進。

## 新圖書館五律
圖書館經營隨著時代的發展，經營的方向和過去有些微出入。於是在綜合多位學者的學說下，美國學者克福特（W.Crawford）和高曼在1995年提出五律新詮釋（Five New Laws of Library Science），內容如下：
1. 圖書館為全人類服務而存在（Libraries serve humanity）
2. 知識傳遞多面性（Respect all forms by which Knowledge is communicated）
3. 捍衛知識近用權（Protect free access to knowledge）
4. 善用科技提升服務品質（Use technology intelligently to enhance service）
5. 眺望過去、展望未來（Honor the past and create the future）